# 圣地亚哥流浪者体育俱乐部
圣地亚哥流浪者体育俱乐部（Club de Deportes Santiago Wanderers）是智利足球俱乐部，位于瓦尔帕莱索。俱乐部创建于1892年8月15日，现属智利足球甲B級聯賽。球队的主体育场为普雷亚安查体育场（Estadio Playa Ancha），球场拥有18,500个座位。

## 球队荣誉
- 智利足球甲级联赛 冠军: 1958年, 1968年, 2001年
- 智利杯: 1959年, 1961年
- 智利足球乙级联赛: 1978年, 1995年

## 知名球员
- 克劳迪奥·博尔吉
- 埃利亚斯·菲格罗亚
- 马克·冈萨雷斯
- 德怀特·佩萨罗西
- 戴维·皮萨罗
- 马塞洛·维加
- 安德森·席尔瓦·德·弗兰卡